# Jørgen Engebretsen Moe
|  | "Moe" henviser hertil. |
Jørgen Engebretsen Moe (født 22. april 1813 på gården Mo i Ringerike, Norge, død 27. marts 1882) var en norsk biskop, forfatter og eventyrsamler. Han er mest kendt for Asbjørnsen og Moes norske folkeeventyr.

## Liv og karriere
Jørgen Moe blev født på gården Mo, som ligger i Hole, Ringerike. Han er mest kendt som halvdelen af Asbjørnsen og Moe, navneparret som er blevet et synonym for norske folkeeventyr. Det var i ungdomsårene at Moe lærte Peter Christen Asbjørnsen at kende, og de to rejste rundt og skrev de folkeeventyr ned, som folk fortalte dem. Mens den udadvendte Asbjørnsen holdt af de korte skrøner og morsomme historier, var den indadvendte Moe mere optaget af de mere alvorlige vidundereventyr og legenderne. Han var den mest romantisk orienterede af de to. Jørgen Moes søn Moltke Moe fortsatte farens arbejde med eventyr og andre folkeminder.
Jørgen Moe blev præst og senere i 1875 biskop i Kristiansand.
Udover eventyrsamlingen udgav Moe også egne værker, både digte og fortællinger.
Ringerike Museum fik i 1930erne en testamentarisk gave af Moes datter Marie, bestående af ca 500 genstande fra faderens private hjem.